# بطولة ويمبلدون 1952
قائمة ببطولات ويمبلدون لسنة 1952:

## فردي رجال
فرانك سيدجمان هزم  ياروسلاف دروبني . النتيجة: 4-6 6-2 6-3 6-2

## فردي سيدات
ماورين كوننلي براينكر هزمت  لويس بروه كلاب. النتيجة: 6-4, 6-3